# 無名戦士の墓 (タシュケント)

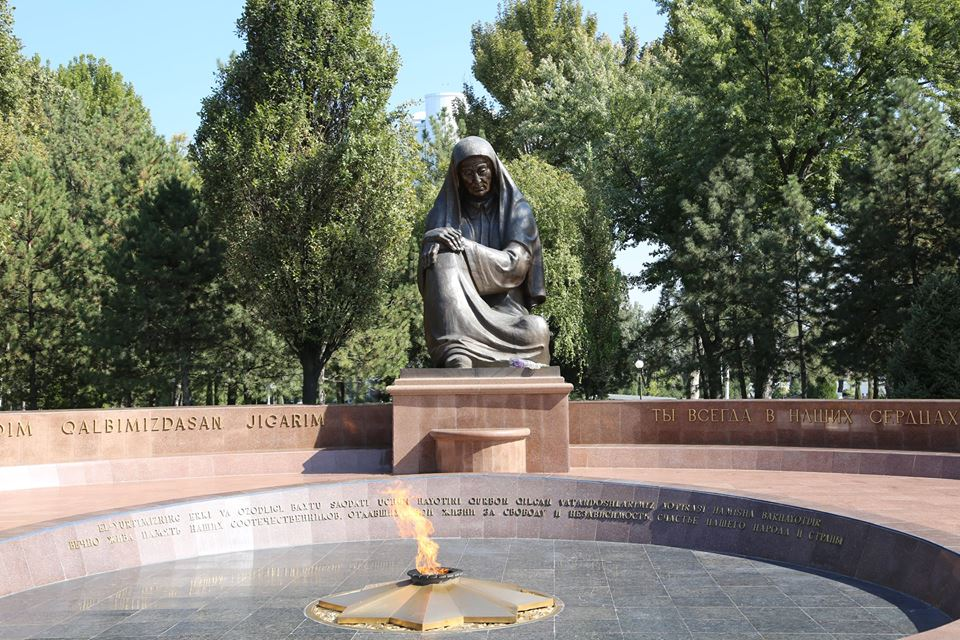
The motherland figure at the tomb

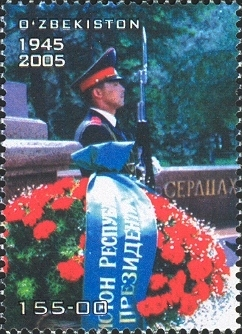
A guard of honor at the memorial.

タシュケントの無名戦士の墓（むめいせんしのはか、ウズベク語: Noma'lum askar maqbarasi、ロシア語: Могила Неизвестного Солдата）は、第二次世界大戦で戦死したソビエト連邦の兵士に捧げられた戦争記念建造物である。墓はウズベキスタンの首都タシュケントの独立広場にある。

## 歴史
墓にはモスクワの戦いで戦死したウズベク兵士の遺骨が納められている。この遺骨は1975年5月7日、第二次世界大戦の終戦30周年に間に合うように、ウズベク・ソビエト社会主義共和国の当局により移された。1999年、the Square of Memory and Honourの一部になった。

## ギャラリー

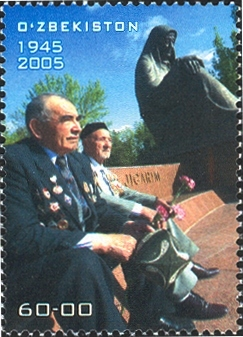
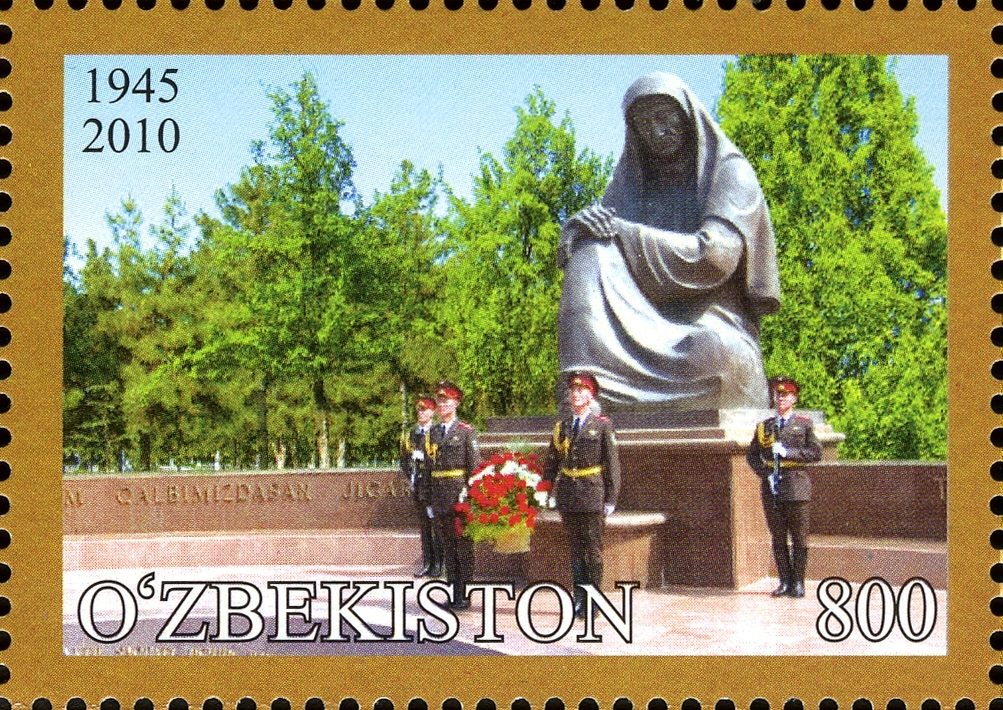
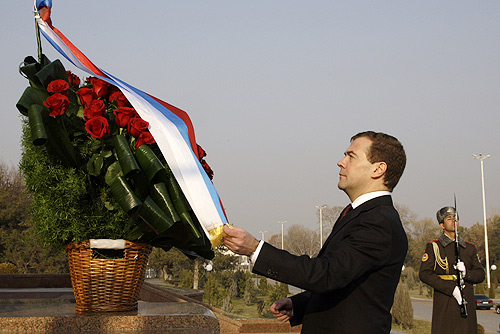
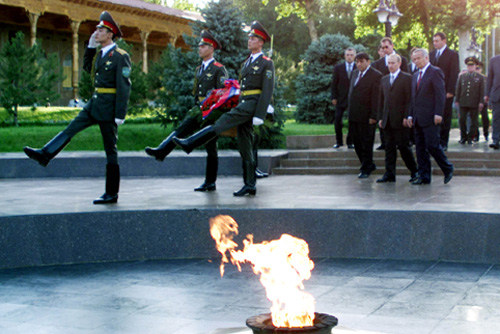